# 陳染
陳染（1962年—），北京人。1990年代私人寫作代表作家。童年學習音樂，18歲轉向文學。1982年開始發表散文和詩。1990年代發表《與往事乾杯》、《嘴唇裡的陽光》等一系列作品，並提出“超性別意識”，成為女性私人寫作的代表作家。其作品多通過獨身女子的“私人生活”抒寫敏感脆弱的女性的生存感受及人與世界的關係。主要作品有《與往事乾杯》、《無處告別》、《私人生活》等。